# خاویرا کونتادور
خاویرا کونتادور (زاده ۱۷ ژوئن ۱۹۷۴ در سانتیاگو) بازیگر، کمدین و مجری تلویزیون شیلیایی است. کونتادور در دهه ۱۹۹۰ یکی از اعضای فعال جوانان کمونیست شیلی و فدراسیون دانش آموزان دبیرستانی (FESES) بود.

## فیلم‌شناسی

### فیلم
- خون ابدی (۲۰۰۲)
- دود (۲۰۰۰)
- شور و شوق (۱۹۹۸) - ایزابل (صدا)
- شیلی پوئد (۲۰۰۸) - آنا ماریا
- اسکوربو (۲۰۰۹)
- سال (۲۰۱۱) - ماریا
- لینا از لیما (۲۰۱۹) - کارمن
- آفلاین (۲۰۲۲) - ویکتوریا

### سریال تلویزیونی
- آزمایش ویاپولیس (تلویزیون ملی شیلی ۲۰۰۹) - تیا پوپی (چند فصل)
- ازدواج با بچه‌ها (مگا) (۲۰۰۶–۲۰۰۸) - کوئنا گومز د لارن
- طرف دیگر آینه (مگا) (۲۰۰۶)
- زنده باد تئاتر (کانال ۱۳) (۲۰۰۵)
- مرحله نهایی (TVN)
- بیشتر از دوستان (کانال ۱۳) (۲۰۰۲) - کلودیا
- به شانس گلدان (کانال ۱۳) (۲۰۰۱)